# One Milkali (One Blood)

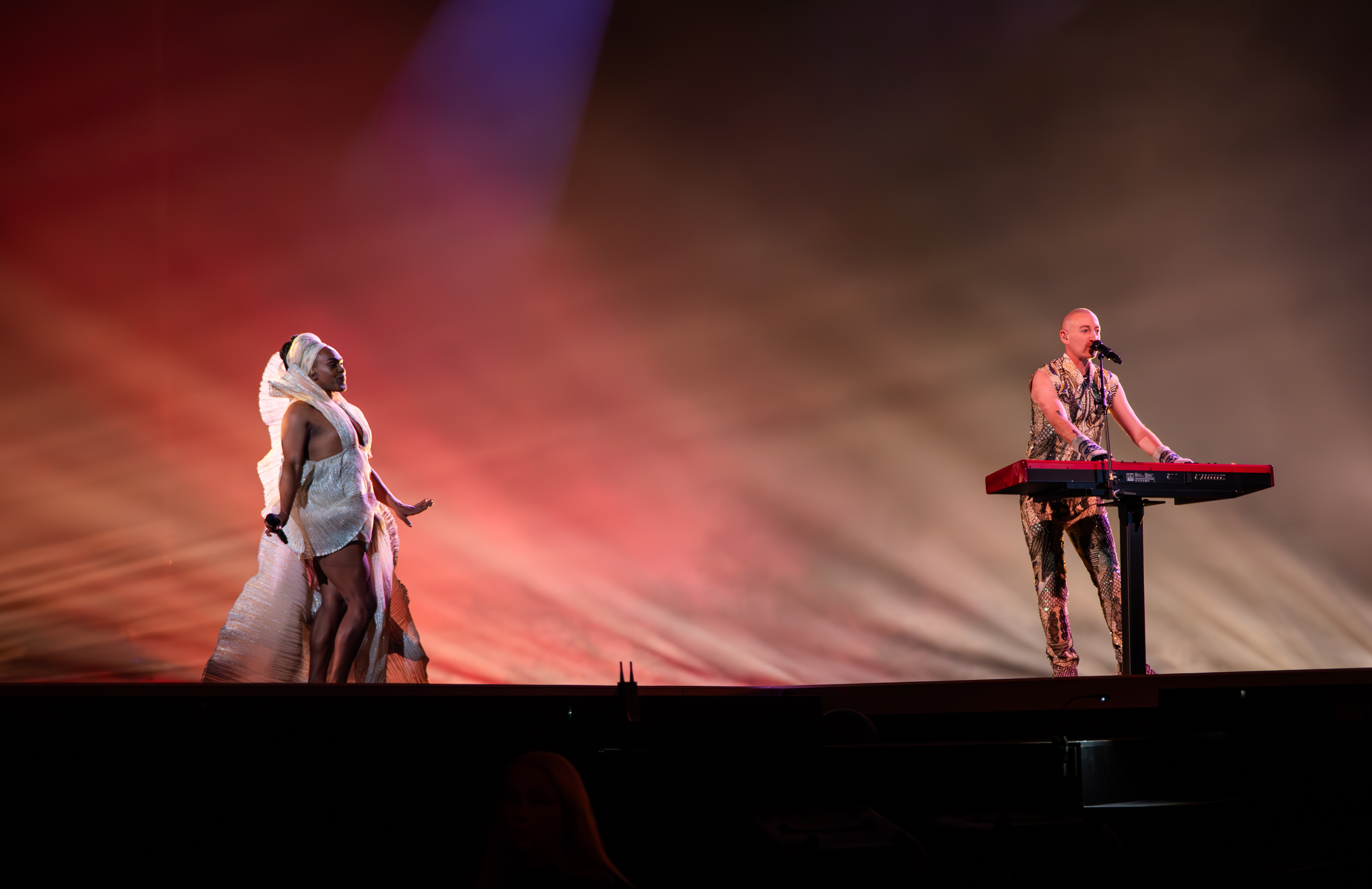
Gli Electric Fields mentre si esibiscono sulle note di One Milkali (One Blood) alle prove semifinali dell'Eurovision Song Contest, 6 maggio 2024

One Milkali (One Blood) è un singolo del duo musicale australiano Electric Fields, pubblicato il 5 marzo 2024.

## Descrizione
Il brano è stato scritto e composto dai membri del duo, Michael Ross e Zaachariaha Fielding, insieme al produttore australiano Luke Million. In un comunicato stampa diffuso dalla SBS, il duo ha dichiarato che il titolo della canzone si riferisce al suo messaggio di sostegno all'unione. Hanno elogiato la cultura aborigena australiana, affermando: "La cultura aborigena ha un modo di affrontare le situazioni [...] Non devi saltare addosso a nessuno per ottenere ciò che vuoi. Si può dialogare".
La canzone presenta delle frasi in yankunytjatjara, una delle lingue australiane aborigene dell'Australia Meridionale. Secondo Fielding, lo yankunytjatjara è stato aggiunto come modo per onorare la sua comunità di Mimili nella local government area di Aṉangu Pitjantjatjara Yankunytjatjara (APY).

## Promozione
Il 5 marzo 2024 l'emittente televisiva australiana SBS ha annunciato di avere selezionato internamente gli Electric Fields al fine di rappresentare la nazione all'Eurovision Song Contest 2024 a Malmö proprio con One Mikali (One Blood). Già nel 2019 il gruppo era stato coinvolto nella selezione eurovisiva australiana con la loro partecipazione a Eurovision - Australia Decides con il singolo 2000 and Whatever, classificandosi tuttavia al secondo posto.

## Tracce
Testi di Michael Ross e Zaachariaha Fielding, musiche di Luke Million, Michael Ross e Zaachariaha Fielding.
1. One Milkali (One Blood) – 2:56